# Psicoanálisis didáctico
Psicoanálisis didáctico es la denominación que se utiliza para designar aquel psicoanálisis al que se someten las personas que desean en el futuro ejercer la profesión de psicoanalistas. Si tiene o no diferencias importantes con un psicoanálisis regular (o bien, si debe o no tenerlas) es materia de controversias. Hay coincidencia, sin embargo, en establecer que sus objetivos esenciales son los siguientes: 
- La revelación y resolución de conflictos inconscientes, de modo que estos no actúen como impedimentos o trabas en el futuro trabajo analítico con sus propios pacientes.

- La transmisión didáctica y experiencial de aspectos centrales de la técnica psicoanalítica.

## El concepto en la obra de Sigmund Freud
Freud, creador del psicoanálisis, desde luego no fue psicoanalizado por otro analista, pero sí practicó un extenso y profundo "autoanálisis", en gran parte en medio de una intensa correspondencia epistolar con su amigo y colega Wilhelm Fliess. En este autoanálisis utilizó procedimientos propios de la técnica que él mismo estaba descubriendo, básicamente: asociación libre, análisis de sueños, interpretaciones de actos fallidos, de olvidos y de lapsus. 
En 1910, con motivo del segundo Congreso de Psicoanálisis realizado en Núremberg, Freud aboga por el "análisis de sí mismo" o "autoanálisis" como única forma de que el analista pueda reconocer y dominar la contratransferencia. Por cierto, Freud utiliza aquí la palabra alemana "Selbstanalyse" (que literalmente significa "análisis de uno mismo"), palabra algo ambigua, puesto que no excluye la intervención de otro como analista, pero tampoco la impone.
Dos años más tarde en su artículo "Consejos al médico sobre el tratamiento psicoanalítico", Freud se inclina más claramente hacia la idea de que todo psicoanalista debería someterse a un psicoanálisis con una persona experta, alabando explícitamente a la escuela de Zúrich, liderada por C.G. Jung por haber impuesto esta exigencia para la formación de los candidatos. Sin embargo, aquí aún no se trata de un "psicoanálisis didáctico" que se diferencie de alguna manera precisa de cualquier otro psicoanálisis, salvo por la condición del analizado: se trata de una persona "sana" y por tanto, no concurre a tratamiento psicoanalítico perturbado o atormentado por trastornos neuróticos, ni con un objetivo puramente terapéutico. 
La exigencia general de un análisis didáctico se establece recién diez años más tarde, dentro de los marcos del Congreso de la Asociación Psicoanalítica Internacional de 1922. 
Freud, hasta el final de su obra, siempre vio como necesaria y provechosa la práctica del análisis didáctico, pero al parecer nunca estuvo demasiado convencido de la posibilidad y de la conveniencia de que este tipo de análisis alcanzara una profundidad mayor. En 1937 escribe: 

«No puede pedirse, es evidente, que el futuro analista sea un hombre perfecto antes de empeñarse en el análisis, esto es, que solo abracen esa profesión personas de tan alto y tan raro acabamiento. Entonces,¿dónde y cómo adquiriría el pobre diablo aquella aptitud ideal que le hace falta en su profesión? La respuesta rezará: en el análisis propio, con el que comienza su preparación para su actividad futura. Por razones prácticas aquel solo puede ser breve e incompleto; su fin principal es posibilitar que el didacta juzgue si se puede admitir al candidato para su ulterior formación. Cumple su cometido si instala en el aprendiz la firme convicción en la existencia de lo inconsciente, le proporciona las de otro modo increíbles percepciones de sí a raíz de la emergencia de lo reprimido y le enseña en una primera muestra, la técnica únicamente acreditada en la actividad analítica»
Sigmund Freud (1937)

Ciertamente, agrega más adelante, con esto no se da por terminado ni el análisis propio, ni la formación y que justamente el hecho de que este sea un proceso permanente, que continúa más allá de cualquier formalidad cumplida en un análisis didáctico, lo que dará al analizado su condición de analista.

## Particularidades de la relación analítica en el contexto didáctico
La doble función, tanto del psicoanalista didáctico, como del candidato analizado es una temática recurrente entre los psicoanalistas por tratarse de una situación analítica compleja. En efecto, el psicoanalista didáctico tiene en este tipo de análisis un objetivo clínico y analítico, por una parte y un objetivo didáctico pedagógico, por otra. Análogamente, el analizado persigue un objetivo terapéutico por un lado, y de aprendizaje profesional, por otro.
La relación entre el analista didáctico y el candidato analizado ofrece un escenario propicio para que la transferencia y la contratransferencia se instalen a través de procesos de identificación e idealización. Esta constelación puede, a su vez, ser muy productiva y favorable para el avance del trabajo analítico, como también entorpecedora del mismo, en dependencia de la capacidad que muestre el analista didáctico para analizarla e interpretarla adecuadamente.

## Diferencias entre las escuelas psicoanalíticas
El psicoanálisis didáctico es una parte constitutiva esencial en la formación de psicoanalistas de casi todas las orientaciones teóricas y en casi todas las escuelas e institutos de psicoanálisis del mundo. Sin embargo existen diferencias importantes en el modo de implementarlo, en la duración (por ejemplo, algunos institutos definen previamente una cantidad fija de sesiones, otros dejan abierto el fin del análisis) y en el alcance o profundidad. 
Mientras las escuelas de psicoanálisis más tradicionales han institucionalizado la práctica con reglas muy claramente establecidas, como parte del currículo de formación, las de orientación lacaniana, por ejemplo, manteniendo la idea freudiana esencial de que todo psicoanalista debe ser analizado, abogan por abolir la diferencia entre un tipo de psicoanálisis «terapéutico» y otro «didáctico» planteando que el análisis didáctico no debe ser nunca una variedad particular del análisis, en especial no debe ocurrir que el analizado sea alumno o discípulo y el analista profesor o maestro, sino que debe representar justamente de manera fiel la técnica y la relación que se establecería en un psicoanálisis corriente. 
Con anterioridad a Jacques Lacan, Sándor Ferenczi fue el principal defensor de eliminar la diferencia entre un análisis terapéutico y uno didáctico, pero más bien previniendo sobre una mala práctica de transformar el análisis didáctico en un paso burocrático de la formación y subrayando la importancia de que los candidatos se sometieran a un análisis cuya profundidad debía ser aún mayor, idea que no necesariamente era compartida por Freud.